# Лёсниц
Лёсниц (нем. Lößnitz) — город в Германии, в земле Саксония. Подчинён административному округу Хемниц. Входит в состав района Рудные Горы (район Германии).  Население составляет 8985 человек (на 31 декабря 2013 года). Занимает площадь 30,54 км². Официальный код района 14 1 91 220.
В состав города входят 6 подрайонов (населённых пунктов): Аффальтер, Диттерсдорф, Драйханзен, Грюна, Нидерлёсниц, Штрайтвальд.
Название города имеет славянское происхождение.